# The Antenna
The Antenna (en turc, Bina) és una pel·lícula turca dirigida per Orçun Behram, estrenada el 2019.

## Argument
La pel·lícula mostra una societat distòpica a Turquia, on el govern del país vol posar en marxa un nou sistema de comunicació per tal de tenir controlats els continguts i programes que puguin veure tots els habitants del territori i els obliga a canviar les antenes de les seves cases. A un edifici dels suburbis s’espatlla la xarxa i la nova instal·lació provoca l’aparició d’una entitat malvada que amenaça els inquilins. Mehmet és el porter de la finca i intenta esbrinar qui n’està al darrere.

## Repartiment
- Gül Arici : Yasemin
- Elif Cakman : Cemile
- Murat Saglam : Hakan
- Enis Yildiz : Firat
- Ihsan Önal : Mehmet
- Eda Özel : Berrin
- Levent Ünsal : Cihan

## Premis
- Utopiales 2019 : menció especial del jurat[2]